# Lucjusz Emiliusz Paulus
Lucjusz Emiliusz Paulus, Lucius Aemilius Paullus (zm. 14 n.e.) – polityk rzymski, mąż Wipsanii Julii Agrypiny, wnuczki cesarza Augusta. Małżeństwo zawarte zostało mimo bardzo bliskiego pokrewieństwa (Skrybonia była ich wspólną babką).

## Życiorys
Sprawował urząd konsula w 1 roku n.e. razem ze swym szwagrem, Gajuszem Cezarem – wnukiem Augusta, przewidzianym na sukcesora cesarza. Pomimo bliskich związków z rodziną cesarską, wziął udział w spisku przeciwko Augustowi; po jego wykryciu został stracony, a żona skazana na wygnanie.

## Wywód przodków
| 4. Lucjusz Emiliusz Paulus, konsul 50 p.n.e.                       |  |                                              |  |  |                            |
|                                                                    |  | 2. Paulus Emiliusz Lepidus, cenzor 22 p.n.e. |  |  |                            |
| 5. NN                                                              |  |                                              |  |  |                            |
|                                                                    |  |                                              |  |  | 1. Lucjusz Emiliusz Paulus |
| 6. Publiusz Korneliusz Scipion Pomponian Salvito, konsul 35 p.n.e. |  |                                              |  |  |                            |
|                                                                    |  | 3. Kornelia                                  |  |  |                            |
| 7. Skrybonia                                                       |  |                                              |  |  |                            |
|                                                                    |  |                                              |  |  |                            |

## Małżeństwa i potomkowie
- 1x: Wipsania Julia Agrypina
  - Marek Emiliusz Lepidus – adoptowany przez swojego wuja Marka Emiliusza Lepidusa, konsula w 6 r. n.e.
  - Emilia Lepida